# 3TD系列柴油机
3TD（烏克蘭語：3ТД）系列柴油机是乌克兰哈尔科夫发动机设计局研制的柴油发动机系列，与5TD、6TD同属于其TD发动机系列。

## 介绍
3TD系列发动机具有以下特性：
- 两冲程循环
- 水平对置气缸
- 结构紧凑
- 发热量低
- 增压效率高，可回收利用排出的尾气
- 可在−50°C至+55°C的环境温度下使用
- 环境温度较高时功率小幅降低
- 支持多种燃料

然而，3TD系列发动机也有缺点，例如：
- 油耗增加和混合燃料燃烧不完全（形成更多黑烟和有毒废气）
- 发动机对灰尘的敏感度高
- 噪音增加

3TD系列发动机可应用于轻型装甲车的现代化改造，特别是BMP-1、BMP-2、BMP-3、BTR-70、BTR-80、BTR-50等，此外还可用于新的乌克兰制装甲战斗车辆，如BTR-4。
KhKBD的整个团队参与解决了3TD发动机研制和生产过程中出现的一系列复杂的问题。
由于水平对置气缸二冲程发动机比四冲程发动机对水和油的热传递较低，因此3TD系列发动机非常适合替换轻型装甲车上的老式发动机。例如，功率为300马力的UTD-20发动机，热量输出：对水90·10³kcal/h，对油18·10³kcal/h。而功率为400马力的3TD-2发动机其对应参数分别为90·10³kcal/h和33·10³kcal/h。

### 3TD-1
首个发动机供莫罗佐夫设计局的鹅式拖拉机使用。此发动机交付于1994年。1994-1996年，KhKBD曾在利沃夫客车厂的客车上安装并测试3TD-1。测试发现的缺点被解决后，2004年进行了改进型的测试，并通过了测试。
3TD-1发动机配备了两台120马力ZMZ-4905化油器，其开发是为了应用于BTR-70的现代化改造。在BTR-70中安装3TD-1后，发动机传动舱中可释放大量空间，可用于增加油箱容积和冷却系统容积。
升级版BTR-70的测试于1998年12月至1999年10月进行，环境温度为-20°C～+35°C。测试总里程为10180公里。测试结论是，配备3TD-1发动机的现代化BTR-70在加速动力、燃油经济性和动力储备方面均优于原配发动机。
根据同一现代化方案，配备260马力的KamAZ-7403发动机的BTR-80也可以进行现代化改造。

### 3TD-2
3TD-2发动机，功率400马力。是3TD-1发动机的进一步改进型。功率的增加是通过增加空气流量、增压压力和油耗来实现的。3TD-1和3TD-2的高度统一性使得设计局在短时间内就完成了开发。
3TD-2验收测试于2001年春季进行。发动机顺利通过测试。
3TD-2被推荐用于BTR-80和BMP-2的现代化改造。

### 3TD-3
3TD-3发动机，功率500马力。根据动力水平，对应的是功率为1000马力的6TD-1发动机。因此，它采用了6TD-1发动机活塞组的设计，活塞由铝合金制成。
3TD-3可应用于美制M113装甲输送车。

### 3TD-4
3TD-4发动机，功率600马力。几乎是6TD-2的“一半”（功率为1200马力）。因此，二者使用了相同的制造方案。
3TD-4于2001年春季成功通过验收测试。
3TD-4可用于BMP-3的现代化改造，其原配500马力的UTD-29发动机。

## 应用
BTR-4串联安装了3TD-3发动机。
BTR-4E上安装了型号为3TD-3A的非标准型发动机，功率为400马力。
然而，在BTR-4E装甲输送车上安装了本是坦克发动机的3TD-3A却造成了噪音过大的问题。因此，在观测台和现场测试以及BTR-4E装甲输送车的运行过程中，噪音水平超过了允许的标准。现场测量表明，主要噪声源是3TD-3A发动机。
未来可以安装3TD-4发动机。

## 特征对比
| 参数               | 发动机型号 | 发动机型号 | 发动机型号 | 发动机型号 |
| ------------------ | ---------- | ---------- | ---------- | ---------- |
| 参数               | 3TD-1      | 3TD-2      | 3TD-3      | 3TD-4      |
| 功率[hp]           | 280        | 400        | 500        | 600        |
| 转数[/分]          | 2600       | 2600       | 2600       | 2600       |
| 燃料消耗率[g/hp·h] | 165        | 165        | 165        | 165        |
| 气缸内径[mm]       | 120        | 120        | 120        | 120        |
| 活塞冲程[mm]       | 2×120      | 2×120      | 2×120      | 2×120      |
| 缸数               | 3          | 3          | 3          | 3          |
| 排气量[L]          | 8.15       | 8.15       | 8.15       | 8.15       |
| 升功率hp/L         | 34.4       | 49         | 61.3       | 73.6       |
| 压缩比             | 17.5       | 16.5       | 15         | 14         |
| 最高燃烧压力[MPa]  | 11.3       | 12.3       | 12.8       | 13.3       |
| 重量[kg]           | 850        | 850        | 800        | 800        |
| 比功率[kg/hp]      | 3.03       | 2.1        | 1.6        | 1.33       |
| 尺寸               |            |            |            |            |
| 长度               | 1231       | 1231       | 1182       | 1182       |
| 宽度               | 955        | 955        | 955        | 955        |
| 高度               | 581        | 581        | 581        | 581        |
| 英制马力[hp/m³]    | 410        | 585        | 762        | 915        |

## 引文
1. ↑  . 2022-03-01  [2024-10-17]. （原始内容存档于2023-07-13） （俄语）.
2. ↑  .   [2023-07-13]. （原始内容存档于2014-07-14） （俄语）.
3. 1 2  Я.М.Мормило, С.Г.Крот, О.В.Лазурко, С.О.Фолунін, С.В.Кривохижа. . «Механіка та машинобудування» (2017, №1). Ukrainian Military Pages. 2017-11-28  [2024-10-17]. （原始内容存档于2024-10-07） （乌克兰语）.
4. ↑  . （原始内容存档于2013-08-08）.
5. ↑  .   [2024-10-17]. （原始内容存档于2023-04-09）.
6. ↑  . （原始内容存档于2014-07-14） （乌克兰语）.

## 相关词条
- 5TD——用于许多坦克的柴油发动机，特别是用于T-64坦克的各种改进型号。
- 6TD——专为坦克等重型战车设计的柴油发动机系列，特别是T-80UD、T-84和BM堡垒。

## 文献
- Н. К. Рязанцев. . ХНАДУ. 2009. ISBN 9789663032733.